# نغوين هوي
ولد نغوين هوي المعروف أيضًا بـالإمبراطور كوانغ ترونغ (光中皇帝; كوانغ ترانغ هوانغ دي)،في بنه دنه (Bình Định) عام 1753، وتوفى في السادس عشر من سبتمبر 1792 بفو زوان (Phú Xuân)، وقد كان ثاني إمبراطور لأسرة تاي سون (Tây Sơn Dynasty) بـفيتنام (Annam)، واستمرت فترة حكمه من 1788 حتى 1792. وقد كان أيضًا واحدًا من أنجح قادة الجيش في تاريخ فيتنام.
نغوين هوي وإخوته، اللذين يطلق عليهم سويًا الأخوة تاي سون (Tây Sơn Brothers)، كانوا قادة عصيان تاي سون المشهور (Tây Sơn Rebellion). وكمتمردين، فقد قهروا فيتنام وأطاحوا بعدها بإمبراطورية أسرة لي الأخيرة (Later Lê Dynasty) وأسقطوا الأسرتين الفيدراليتين المتنافستين وهما: نغوين (Nguyễn) في الجنوب وترينه (Trinh) في الشمال.
وتوفى نغوين هوي في الأربعين من عمره، بعد سنوات عديدة من الحكم والحملات العسكرية المستمرة، ويرجح أن يكون السبب هو السكتة الدماغية (stroke). وكان قد وضع قبل وفاته خططًا لمواصلة زحفه جنوبًا من أجل تحطيم جيش نغوين آنه (Nguyễn Ánh) وهو الوريث الناجي من لوردات نغوين (Nguyễn Lords). الا ان وفاة نغوين هوي ادت إلى انهيار أسرة تاي سون. حيث لم يستطع خلفاؤه أن يسيروا على خططه التي وضعها من أجل حكم فيتنام. ومع ذلك، شهدت غزواته قرابة قرن كانت فيه فيتنام متحدة ومستقلة إلى أن احتل الغرب فيتنام عام 1885.